# Amegilla incognita
Amegilla incognita es una especie de abeja excavadora perteneciente al género Amegilla, categorizada en la tribu Anthophorini, de la subfamilia Apinae.
El macho mide 14 mm de longitud, alas anteriores 9,2 mm y ancho de cabeza 4,4 mm.

## Taxonomía
Se atribuye su descripción a Leijs , quien la citó por primera vez en 2020. La especie aparece registrada en la sección The genus Amegilla (Hymenoptera, Apidae, Anthophorini) in Australia: a revision of the subgensu Asaropoda de ZooKeys, Issue 908, publicada por Leijs, Remko, James Dorey, y Katja Hogendoorn en 2020.

## Distribución
La especie se distribuye por Australia, en Australia Occidental.